# Teologia sukcesu
Teologia sukcesu lub ewangelia sukcesu (ang. prosperity theology/prosperity gospel) – postawa teologiczna w pewnej części chrześcijaństwa charyzmatycznego, polegająca na przekonaniu, że zdrowie, powodzenie materialne i osobiste jest wolą Boga dla człowieka wierzącego. Należy się modlić o sukces i dążyć do niego, a także czynić dobro, w szczególności przesyłać dotacje pieniężne. Im człowiek więcej da z siebie, tym więcej dobra do niego powróci (tzw. seed faith). W szeroko rozumianym pentekostalizmie znajdują się różne podejścia do takiej nauki. Jest ona zarówno krytykowana jak i wyznawana. „Ewangelia sukcesu” jest krytykowana za (zdaniem krytyków sprzeczne z niektórymi wersetami biblijnymi) podkreślanie bogactw materialnych jako rzeczy świadczącej o Bożym błogosławieństwie.

## Krytyka
Teologia sukcesu została ostro skrytykowana przez chińskiego kaznodzieję zielonoświątkowego Brata Yuna, w jego autobiografii Człowiek z Nieba: 

„Mam problem ze wszechobecnym teraz nauczaniem na temat powodzenia, zgodnie z którym podążając za Panem, mamy zapewnione bezpieczeństwo i wygodę. To pozostaje w całkowitej sprzeczności z Biblią i z tym, czego doświadczamy w Chinach. Długie lata spędziłem w więzieniu i około trzydziestu razy trafiałem do aresztu z powodu ewangelii Jezusa Chrystusa. Iść za Bogiem, nie tylko żyć dla Niego, oznacza również umrzeć dla Niego. Bo jeśli żyjemy, dla Pana żyjemy jeśli umieramy, dla Pana umieramy; przeto czy żyjemy, czy umieramy, Pańscy jesteśmy (Rzym. 14,8)”.